# Alfred Gaida
Alfred Gaida (* 27. Juli 1951 in Prószków, Polen) ist ein ehemaliger deutscher Radrennfahrer und nationaler Meister im Radsport.
Gaida kam 1969 als Spätaussiedler mit seiner Familie nach Deutschland. Im Mai 1970 fuhr er sein erstes Radrennen für seinen neuen deutschen Verein. 1972 wurde Alfred Gaida, der für den PSV Köln startete, deutscher Meister im Straßenrennen der Amateure; im selben Jahr gewann er die Flèche du Sud und wurde Dritter bei Köln-Schuld-Frechen. Ebenfalls 1972 startete er bei den Olympischen Sommerspielen in München und wurde 57. im Einzelstraßenrennen. Anschließend wurde er Profi, startete bei der Tour de France 1973 und wurde 81. Im Jahre 1974 gewann er eine Teiletappe von Paris–Nizza. 1975 belegte er bei der deutschen Stehermeisterschaft Platz zwei hinter Dieter Kemper.